# Fingerstyle
Fingerstyle (fingerpicking) – technika gry na gitarze (lub innych instrumentach strunowych) pozwalająca na jednoczesne prowadzenie melodii, linii basu, perkusji i podkładu akordowego. Takie podejście pozwala na solową grę, stwarzającą wrażenie obecności większej liczby muzyków, czy wręcz całego zespołu.
Mimo tego, że technika ta jest dość wymagająca, staje się coraz popularniejsza wśród muzyków. Do jej rozpowszechnienia przyczynili się gitarzyści tacy jak Tommy Emmanuel oraz Andy McKee. Niemały udział miał także serwis Youtube.
Biorąc pod uwagę rozwój stylu na przestrzeni ostatnich kilku dekad możemy wyróżnić trzy główne nurty fingerstyle – tradycyjny, nowoczesny oraz jazzowy.
U gitarzystów fingerstyle bardzo często spotkać można „thumbpick”, czyli kostkę zakładaną na kciuk. Wynalazek ten ułatwia podział zadań dłoni. Kciuk gra linię basu za pomocą thumbpicka, a uwolnione palce mogą prowadzić melodię co rozbudowuje dynamikę i różnicuje brzmienie.